# Praça Nova
A Praça Nova (Place Neuve) é a praça da  cultura em Genebra na Suíça. O seu nome oficial, aliás pouco utilizado é Place de Neuve, do nome de uma antiga porta da cidade 
Esta porta entrou na historia de Genebra na noite da Escalade, aquando do ataque infrutífero dos duques de Sabóia contra Genebra. No edifício de que fazia parte esta porta da cidade, Guillaume-Henri Dufour, grande general e engenheiro Suíço, teve o  escritório onde elaborou os mapas topográficos suíços. 

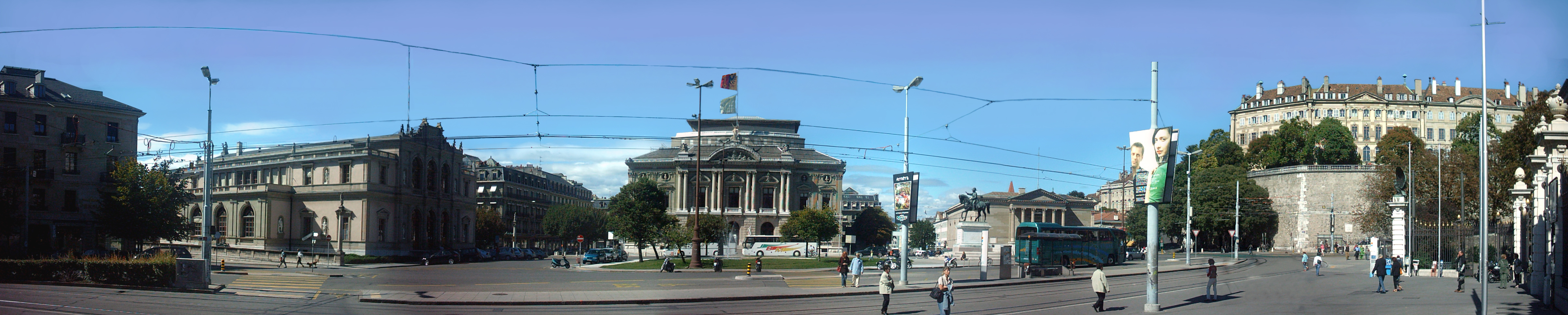
Place Neuve com - a começar pela esquerda - o Conservatório de música, o Grand Théâtre, o museu Rath, edifícios da cidade velha (no alto) e o portão do parque dos Bastiões (extrema direira)

## Praça de cultura
Como se vê na imagem em cima, na praça encontram-se o Conservatório de Música de Genebra à esquerda, o Grand Théâtre ao centro, o museu Rath à direita dele e o portão do parque dos Bastiões dominados pelas casas burguesas da cidade velha de Genebra. A estátua equestre do General foi erigida em 1884 - na imagem, em frente do museu Rath .
Uma vez passado o portão do parque dos Bastiões está-se a poucos metros do Muro dos Reformadores e das traseiras da Universidade de Genebra.

## Imagens - Praça Nova
- Vista para a Cidade Velha
- Estátua de Henri Dufour

## Mapa
- Em Google Maps entrar:  Place de Neuve, Genève, Suisse